# Gabriella Szabó
Denna artikel handlar om en ungersk bordtennisspelare; för den rumänska medeldistanslöparen se Gabriela Szabó; för kanotisten se Gabriella Szabó (kanotist)
Gabriella Szabó född 13 december 1959 i Ungern är en ungersk före detta bordtennisspelare. Hennes främsta merit är vinsten i Europa Top 12 1979.
Under sin karriär tog hon 10 medaljer i Bordtennis EM varav 2 guld, 3 silver och 5 brons.

## Meriter
- Bordtennis VM
  - 1977 i Birmingham
    - 5:e plats med det ungerska laget

  - 1979 i Pyongyang
    - kvartsfinal singel
    - kvartsfinal dubbel
    - kvartsfinal mixed dubbel
    - 5:e plats med det ungerska laget

  - 1983 i Tokyo
    - 9:e plats med det ungerska laget

- Bordtennis EM
  - 1978 i Duisburg
    - 3:e plats singel
    - 2:a plats dubbel (med Judit Magos)
    - 2:a plats mixed dubbel (med Tibor Klampár)
    - 1:a plats med det ungerska laget

  - 1980 i Bern
    - 3:e plats mixed dubbel (med István Jónyer)
    - 2:a plats med det ungerska laget

  - 1982 i Budapest
    - 3:e plats dubbel (med Judit Magos)
    - 1:a plats med det ungerska laget

  - 1984 i Moskva
    - 3:e plats singel
    - 3:e plats dubbel (med Edit Urban)

- Europa Top 12
  - 1977 i Sarajevo: 10:e plats
  - 1978 i Prag: 5:e plats
  - 1979 i Kristianstad: 1:a plats
  - 1980 i München: 3:e plats
  - 1982 i Nantes: 11:e plats
  - 1983 i Cleveland: 6:e plats
  - 1984 i Bratislava: 9:e plats
  - 1985 i Barcelona: 12:e plats

- Ungerska mästerskapen - guldmedaljer
  - 1976: 1:a plats dubbel (med Judit Magos)
  - 1977: 1:a plats mixed dubbel (med Tibor Klampár)
  - 1978: 1:a plats mixed dubbel (med Tibor Klampár)
  - 1982: 1:a plats mixed dubbel (med István Jónyer)